# 普羅格雷索區
14°04′19″S 72°28′59″W / 14.072°S 72.483°W
普羅格雷索區（西班牙語：Distrito de Progreso），是秘魯的一個區，位於該國南部阿普里馬克大區的格羅省，始建於1958年3月17日，面積254.6平方公里，海拔高度3,850米，2005年人口2,785，人口密度每平方公里11人。